# William Wharton

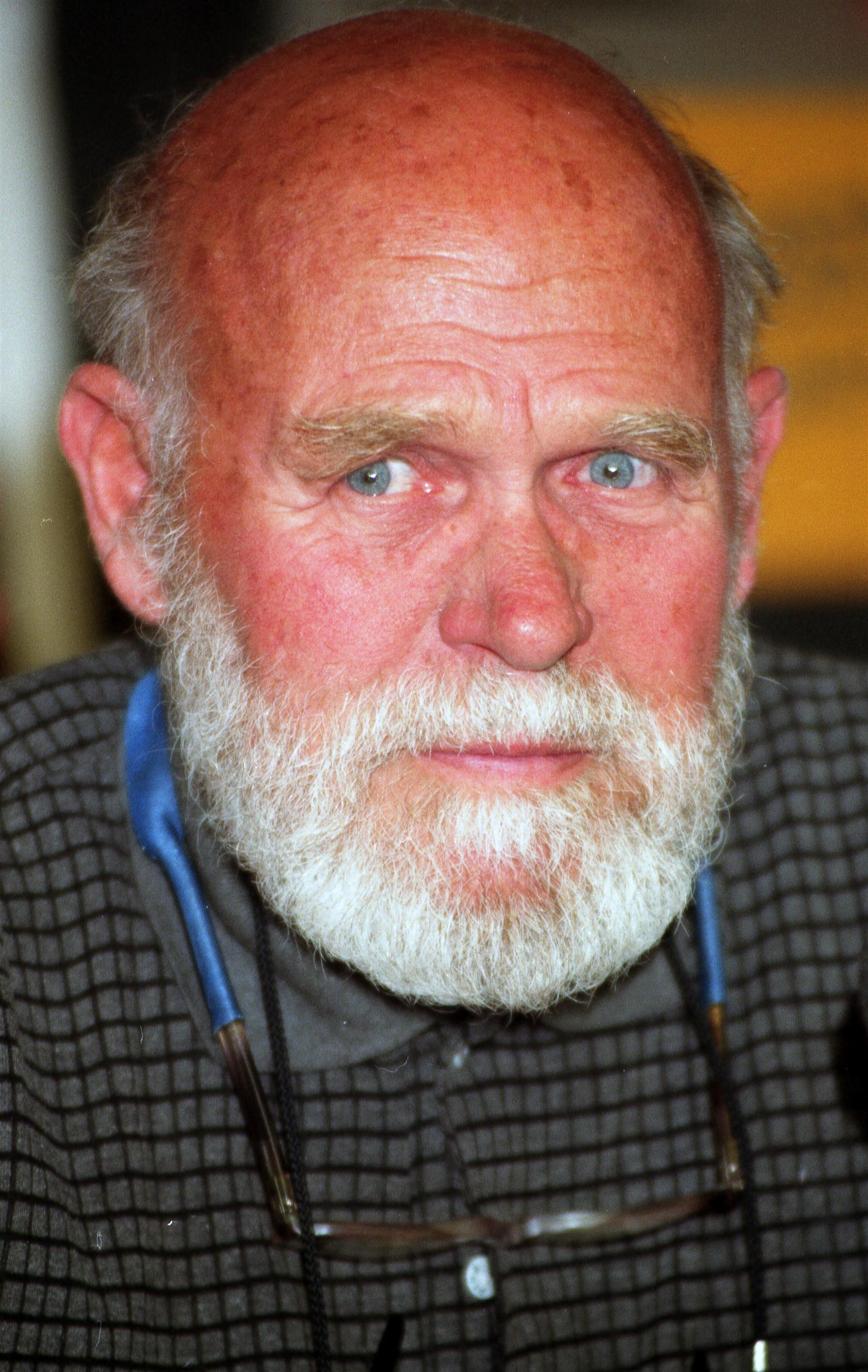
William Wharton 1999

William Wharton (* 7. November 1925 in Philadelphia, Pennsylvania; † 29. Oktober 2008 in Encinitas, Kalifornien; eigentlich Albert William Du Aime) war ein amerikanischer Schriftsteller. International bekannt wurde er mit seinem ersten Roman Birdy, der auch erfolgreich verfilmt wurde.
Whartons Werk ist stark durch autobiographische Elemente geprägt, insbesondere durch seine Zeit als Soldat im Zweiten Weltkrieg. Er war bereits 52 Jahre alt, als sein erster Roman Birdy erschien. Bis dahin arbeitete er meist als Maler.
Birdy erschien in den 1980er Jahren erstmals auf Deutsch, ebenso Die Nacht in den Ardennen (1986) und Vater (Dad) (1987). In den 1990er Jahren kamen noch Franky – der Fuchs (1992) und Die letzten Liebenden von Paris (1994) als deutsche Ausgaben hinzu.

## Verfilmungen
- 1984 – Birdy – Regie: Alan Parker
- 1989 – Dad – Regie: Gary David Goldberg – mit Jack Lemmon
- 1992 – Spezialeinheit IQ (A Midnight Clear) – Regie: Keith Gordon